# Jules Buyssens
Jules Buyssens (Avelgem, 8 december 1872 – Ukkel, 15 april 1958) was een Belgisch landschapsarchitect. Hij was voor België een vernieuwer in de tuin- en landschapsarchitectuur. Een van zijn beroemdste leerlingen was René Pechère, de tuinman van Expo 58.

## Levensloop
Na de voornaamste medewerker te zijn geweest van Edouard André in Parijs, stichtte hij een boomkwekerij in Fort Jaco en ontwierp hij talrijke privétuinen, onder dewelke de tuin van Alice en David Van Buuren, in Ukkel.
Hij volgde Louis Fuchs op als inspecteur van de tuinen van de stad Brussel (1904-1937). In die hoedanigheid ontwierp hij het Astridpark in Anderlecht en restaureerde hij de tuin van de abdij van Ter Kameren. In 1922 creëerde hij met Jean Massart de experimentele Botanische tuin Jean Massart. Hij ontwierp ook tuinen zowel in Vlaanderen als in Wallonië. Het hoogtepunt in zijn carrière was zijn ontwerp voor het terrein van de Wereldtentoonstelling van 1935 op de Heizel, wat ook de creatie van het Ossegempark behelsde.
Hij lag aan de basis van de kunststroming die de 'Nieuwe Pittoreske Tuin' werd genoemd. Hij stichtte daarvoor Le Nouveau Jardin Pittoresque, een vereniging en tijdschrift (1910-1938). Hij behoorde ook tot de oprichters van de Belgische Vereniging van Tuinarchitecten.

## Oeuvre
Jules Buyssens heeft vele bekende Belgische parken en tuinen ontworpen:
- De Brusselse stadstuinen in de periode voor de Tweede Wereldoorlog.
- De tuin van het Museum David en Alice van Buuren in Ukkel, later uitgebreid en vervolmaakt door zijn leerling René Pechère.
- De Nieuwe Pittoreske Tuin: een romantisch park in Ossegem met een kronkelende neprivier, valse uitkijkpunten, glooiende esplanaden
- Het Park van het kasteel van Rethy.
- Het Tournay-Solvaypark in Watermaal-Bosvoorde, aan de rand van het Zoniënwoud, langs de spoorlijn Brussel-Namen. Het behoort tot de mooiste parken van het Brussels Hoofdstedelijk Gewest. Hij ontwierp hier ook de klassieke rozentuin.
- park 'NeufBois' voor Emile Henricot in Court-Saint-Étienne
- tuin van 'Villa des Hirondelles' in Terhulpen.
- Park van graaf Eugène Goblet d'Alviella in Court-Saint-Étienne
- Park l'Etoile in Ottignies
- Park van de familie Hulin in Rebecq
- Park van het kasteel van Ponthoz, (graaf van der Straten Ponthoz), in Clavier
- Park Manoir aux Loups, Halewijn

## Tentoonstelling
In 2022 wijdde het CIVA een tentoonstelling aan zijn werk.

## Publicaties
- Le pittoresque dans les jardins, 1921
- Catalogue spécial de plantes vivaces, plantes de rocailles, arbres, arbustes, rosiers, conifères et toutes plantes rustiques servant à la composition et à la décoration des jardins.

## Stichting Jules Buyssens
In 1984 werd een stichting Jules Buyssens opgericht, als onderdeel van de vzw 'Landscape Institute', met als doel de archieven samen te brengen over Jules Buyssens en zijn oeuvre, en ze open te stellen voor een breder publiek.
In 2006 werd een partnership aangegaan tussen de Stichting Jules Buyssens en de 'Bibliothèque René Pechère' – CRBDUAP.
In Brussel is er een Jules-Buyssenslaan.

## Onderscheiding
In 2015 won de gerestaureerde tuin van het Museum Van Buuren een van de Europese prijzen voor cultureel erfgoed van Europa Nostra.